# 橫濱環狀南線
橫濱環狀南線（横浜環状南線、よこはまかんじょうみなみせん）是連接日本神奈川縣橫濱市金澤區與神奈川縣橫濱市戶塚區的快速道路（自動車專用道路）。本道路是橫濱環狀道路的南側區間，同時構成首都圈中央連絡自動車道（國道468號）的一部份。根據獨立行政法人日本高速公路保有、債務返還機構與東日本高速公路株式會社的協定，本道路被視為是橫濱橫須賀道路的一部份。預定在2020年度通車。

## 概要
本道路在橫濱市金澤區橫濱橫須賀道路釜利谷系統交流道分歧並且西進，連接同市戶塚區國道1號，總長約 8.9 公里的快速道路。
擔任橫濱市的郊外連絡道路，同時以解除橫濱市中心部的交通擁塞為目的。相對於橫濱環狀北線是橫濱市與首都高速道路株式会社的共同事業，橫濱環狀南線則是國土交通省語東日本高速公路株式會社的共同事業。全部事業費約4300億圓。事業用地的徵收率在2012年8月時約74%，2015年9月下旬時約94%。根據國土交通省關東整備局表示，通車目標為平成32年度（2020年度）。
全線道路約7成的區間為隧道或者是地塹構造。因此，在公田與笠間設置了換氣所。

### 路線資料
- 道路名 : 高速橫濱環狀南線[4]
- 路線名 : 首都圈中央連絡自動車道（一般國道468號）[4]
- 起點 : 神奈川縣橫濱市金澤區釜利谷町[6]
- 終點 : 神奈川縣橫濱市戶塚區汲澤町[6]
- 長度 : 8.9公里[6]（橫濱市 8.4 公里、鎌倉市 0.5 公里）[4]
- 規格 : 第1種第3級[6]
- 設計速度 : 80km/h[6]
- 車道數 : 6車道[6]
- 幅員 : 車道部（10.5 公尺/3車道）×2[7]
- 都市計畫道路名：橫濱國際港都建設計畫道路1、3、3號高速橫濱環狀南線/鎌倉都市計畫道路1、3、1號高速橫濱環狀南線

## 交流道
以下設施名稱除釜利谷系統交流道外，其他皆為暫稱 。
| 交流道 編號 | 設施名               | 連接路線名                           | 距起點 (公里) | 備考   | 所在地       |
| ----------- | -------------------- | ------------------------------------ | ------------- | ------ | ------------ |
| 4-1         | 釜利谷系統交流道     | 橫濱橫須賀道路                       | 0.0           | 事業中 | 橫濱市金澤區 |
| -           | 公田交流道           | 都市計畫道路上鄉公田線               | 3.4           | 事業中 | 橫濱市榮區   |
| -           | 榮交流道、系統交流道 | 橫濱湘南道路、都市計畫道路橫濱藤澤線 | 6.7           | 事業中 | 橫濱市榮區   |
| -           | 戶塚交流道           | 國道1號                              | 8.9           | 事業中 | 橫濱市戶塚區 |

## 歷史
- 1988年 : 事業化
- 1995年（平成7年）4月 : 決定都市計畫[4]
- 1996年（平成8年）度 : 開始取得道路用地取得[4]
- 1999年（平成11年）度 : 開工[4]
- 2000年（平成12年）度 : 收費道路事業許可[4]
- 2006年 : 取得將近5成道路用地
- 2013年6月 ： 取得7成道路用地
- 2015年9月 ： 取得9成道路用地

## 外部連結
- よこかんみなみ【橫濱環狀南線】 （页面存档备份，存于）
- 獨立行政法人 日本高速道路保有、債務返還機構 （页面存档备份，存于）
- 東日本高速公路株式會社 （页面存档备份，存于）
- 國土交通省 關東地方整備局 橫濱國道事務所 （页面存档备份，存于）